# Brenta (település)
Brenta település Olaszországban, Varese megyében. Lakosainak száma 1715 fő (2023. január 1.). Brenta Azzio, Casalzuigno, Castelveccana, Cittiglio és Gemonio községekkel határos.

## Népesség
A település népességének változása:
| Lakosok száma | 1708 | 1670 | 1715 |
|               | 2017 | 2018 | 2023 |